# Raków Częstochowa

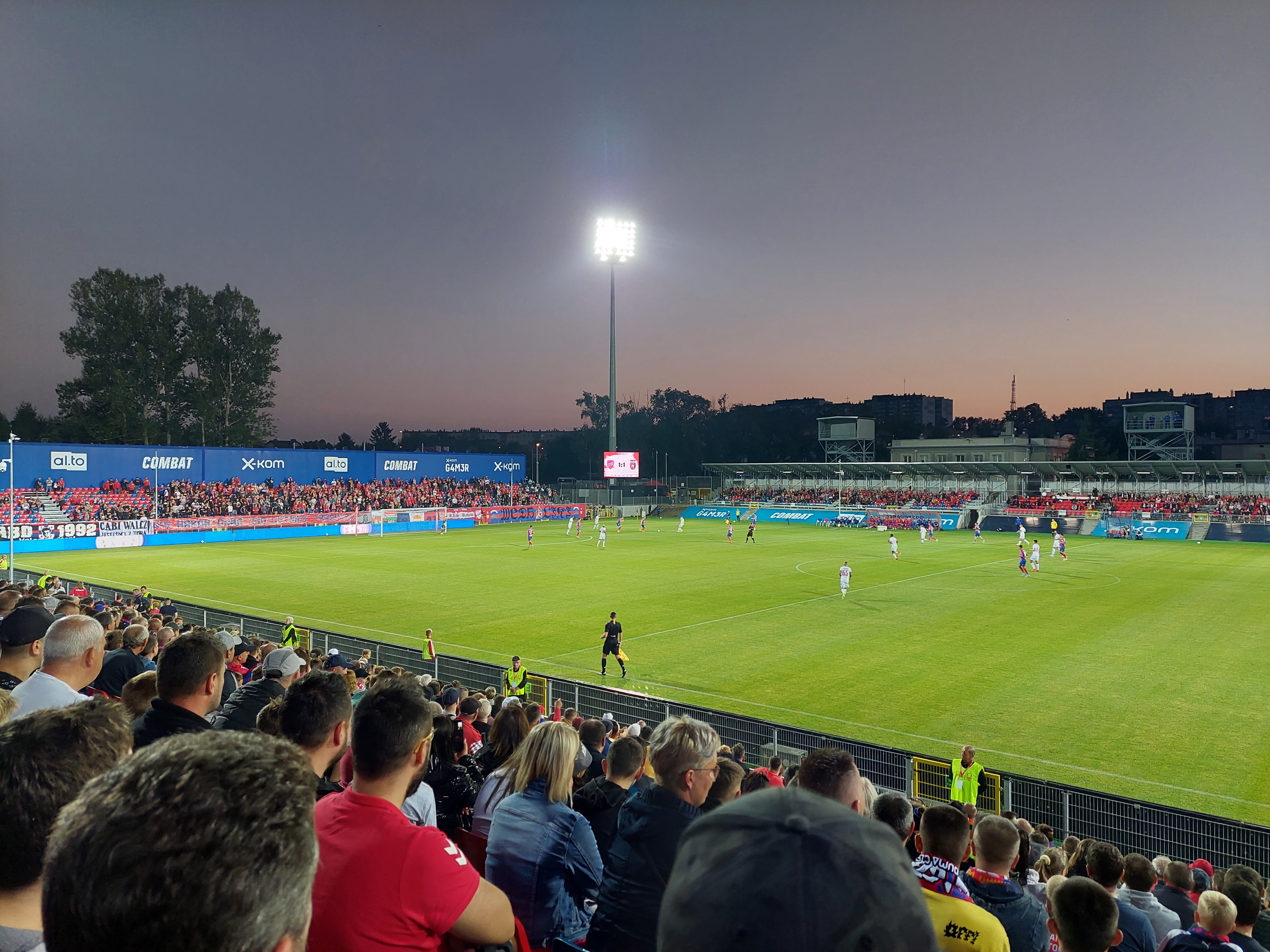
A Miejski Stadion Piłkarski "Raków" 2021-ben

Az RKS Raków Częstochowa SA egy labdarúgócsapat Częstochowaban, Lengyelországban, jelenleg az első osztályban szerepel. A csapatot 1921-ben alapították.

## Játékoskeret
2023. január 15. szerint.
| #  |     | Poszt | Név                                                      |
| -- | --- | ----- | -------------------------------------------------------- |
| 1  | BIH | K     | Vladan Kovačević                                         |
| 2  | CZE | V     | Tomáš Petrášek                                           |
| 3  | SRB | V     | Milan Rundić                                             |
| 4  | GRE | KP    | Sztratósz Szvarnasz (kölcsönben az AÉK Athén csapatától) |
| 5  | SWE | KP    | Gustav Berggren                                          |
| 6  | POL | V     | Andrzej Niewulis                                         |
| 7  | CRO | KP    | Fran Tudor                                               |
| 8  | POL | KP    | Ben Lederman                                             |
| 9  | POL | CS    | Sebastian Musiolik                                       |
| 11 | ESP | KP    | Ivi López                                                |
| 12 | POL | K     | Kacper Trelowski                                         |
| 14 | POL | CS    | Daniel Szelągowski                                       |
| 17 | POL | KP    | Mateusz Wdowiak                                          |
| 18 | POL | V     | Adrian Gryszkiewicz                                      |

| #  |     | Poszt | Név                   |
| -- | --- | ----- | --------------------- |
| 21 | LAT | CS    | Vladislavs Gutkovskis |
| 23 | POL | KP    | Patryk Kun            |
| 24 | CRO | V     | Zoran Arsenić         |
| 25 | ROU | V     | Bogdan Racovițan      |
| 27 | POL | KP    | Bartosz Nowak         |
| 30 | UKR | KP    | Vladiszlav Kocserhin  |
| 55 | POL | KP    | Szymon Czyż           |
| 66 | GRE | KP    | Dzsiannisz Papanikoló |
| 71 | POL | KP    | Wiktor Długosz        |
| 76 | POL | K     | Jakub Rajczykowski    |
| 77 | POL | KP    | Marcin Cebula         |
| 88 | GEO | KP    | Valeriane Gvilia      |
| 99 | POL | CS    | Fabian Piasecki       |

## Sikerek
Ekstraklasa
- Bajnok (1): 2022–23
- Ezüstérmes (2): 2020–21, 2021–22

I liga
- 1. hely: 1993–94, 2018–19

II liga
- 1. hely: 1962, 1977–78, 1980–81, 1989–90, 2016–17

III liga
- 1. hely: 1936–37, 1956, 2004–05

Lengyel kupa
- Győztes (2): 2020–21,[2] 2021–22
- Döntős (2): 1966–67,[3] 2022–23

Lengyel szuperkupa
- Győztes (2): 2021,[4] 2022

## A nemzetközi kupasorozatokban
| Szezon  | Kupasorozat      | Forduló         | Ellenfél       | 1. mérkőzés | 2. mérkőzés | Összesített eredmény |  |
| ------- | ---------------- | --------------- | -------------- | ----------- | ----------- | -------------------- |  |
| 2021–22 | Konferencia Liga | 2. selejtezőkör | Sūduva         | 0–0 (h.u.)  | 0–0         | 0–0 (bünt. 4–3)      |  |
| 2021–22 | Konferencia Liga | 3. selejtezőkör | Rubin Kazany   | 0–0         | 1–0 (h.u.)  | 1–0                  |  |
| 2021–22 | Konferencia Liga | rájátszás       | Gent           | 1–0         | 0–3         | 1–3                  |  |
| 2022–23 | Konferencia Liga | 2. selejtezőkör | Asztana        | 5–0         | 1–0         | 6–0                  |  |
| 2022–23 | Konferencia Liga | 3. selejtezőkör | Spartak Trnava | 1–0         | 2–0         | 3–0                  |  |
| 2022–23 | Konferencia Liga | rájátszás       | Slavia Praha   | 2–1         | 0–2 (h.u.)  | 2–3                  |  |
| 2023–24 | Bajnokok Ligája  | 1. selejtezőkör | Flora Tallinn  | 1–0         | 3–0         | 4–0                  |  |
| 2023–24 | Bajnokok Ligája  | 2. selejtezőkör | Qarabağ        | 3–2         | 1–1         | 4–3                  |  |
| 2023–24 | Bajnokok Ligája  | 3. selejtezőkör | Árisz Lemeszú  | 2–1         |             | '                    |  |